# Abbaye de La Tenaille
L'abbaye de La Tenaille appelée abbatia beatae mariae de Tenelia ou Tenallia dans les textes anciens, était située dans la paroisse de Saint-Sigismond-de-Clermont. Ce fut une abbaye cistercienne d’une relative importance en Saintonge, notamment du fait qu’elle se trouvait sur une des voies du pèlerinage de Saint-Jacques-de-Compostelle. En effet l’un des quatre grands chemins menant à Saint-Jacques : la via Turonensis, la principale voie de l’Ouest de la France qui prend son origine à Tours, passait au cœur de l’abbaye.
Outre le fait de se trouver sur une voie importante menant à Saint-Jacques, l’abbaye possédait au Moyen Âge des reliques prestigieuses : un clou de la croix du Christ ainsi que la tenaille qui l’avait arrachée. Ceci avait pour effet qu'elle était un lieu de pèlerinage et une étape lors de la longue procession vers l’Espagne. D’autre part, de nombreuses personnes venaient prêter serment sur ces objets sacrés.
Gautier raconte en 1839 dans la Statistique du département de la Charente-Inférieure que les moines détournèrent un jour le cours d’une fontaine se trouvant non loin de l’abbaye pour faire jaillir à la place de l’eau du vin qu’on amenait à l’aide de conduits souterrains. Les habitants de la région crurent pendant longtemps que durant 24 heures le vin jaillissait de terre à La Tenaille.
Aujourd’hui, de l’abbaye originelle il ne reste qu’une chapelle, des entrepôts datant du XVIIIe siècle et une vaste demeure, ensemble architectural du XIIe, XVIIIe  et XIXe siècle.
Les archives de cette abbaye furent nombreuses, mais, malheureusement, entreposés au collège de Saintes elles furent détruites lors de son incendie en 1793. Il reste donc peu de documents pour retracer l’histoire de La Tenaille.

## Historique

### Fondation de l'abbaye
Vers 1125 Géraud de Salles, religieux de l’abbaye de Fontevraud, né dans le Périgord, disciple et ami de Robert d'Arbrissel, eut la volonté de fonder un établissement dans les landes situées au sud de Pons et non loin de la voie menant à Blaye.
Ce n’est qu’en 1137 que l’abbé Guillaume de Conchamp, natif de Taillebourg et déjà créateur de l’abbaye de Fontdouce située à Saint-Bris-des-Bois près de Saintes, reçut un terrain dans cette région de Saintonge de la part de Gérard de Blaye. Le supérieur de Fontdouce y plaça douze de ses moines pour créer un monastère.
L’abbaye de La Tenaille est donc une fille de celle de Fontdouce. Toutefois son installation et ses premières années d’existence ne se firent pas sans heurts. En effet, les paysans de Saint-Sigismond de cette époque protestèrent contre cette installation et le don fait par le seigneur de Blaye. Ils reçurent en compensation de la part de l’abbé de Fontdouce des terres.
Dès 1160, Guillaume de Maingot seigneur de Surgères et de Dompierre-sur-Boutonne, grand sénéchal du Poitou, fit une première donation à l’abbaye. Par la suite les grandes familles de la région suivirent : les seigneurs de Pons, Barbezieux et d’Archiac.

### Fin de l'abbaye
Au XVIe siècle la morale ecclésiastique s’est largement relâchée. Ainsi en juillet 1542, l’abbaye de La Tenaille comme ses voisines de Sablonceaux et de Pleine Selve est en triste état. Pour y remédier le parlement de Bordeaux prend un arrêt demandant la reformation de ces abbayes tant la vie des moines est dissolue : « … esquelles abbayes les religieux d’icelles ou aulcuns d’iceulx sont gens malvivants, vacabons, dissoluz, qui ne vacquent aucunement au service divin, ains au lieu de ce faire, vont nuyt et jour voler et piller, vagabonder et pailharder … ». Les moines avaient quitté leurs abbayes et parcouraient les campagnes armés en se comportant comme de véritables bandits de grands chemins et fréquentaient les tavernes où ils se comportaient comme des soudards. Dans cet arrêt du parlement bordelais il est demandé aux abbés et prieurs de ces abbayes de garder les moines dans l’enceinte de leur établissement sous peine d’une amende de 2000 livres et de la saisie de leurs revenus. Ils disposaient de deux mois pour mettre des actions en place, au-delà, la justice pourrait faire prisonnier les moines vagabonds. Il est à se demander comment l’abbé de La Tenaille : un enfant de 12 ans, Jacques II de  Catrix, répondit à une telle injonction. À la suite de ces événements l’abbaye perdit beaucoup de son lustre.
En 1582, Jacques de Pons, seigneur de Plassac, qui s’était converti au calvinisme durant les guerres de religion chassa les huit derniers moines de l’abbaye, l’un d’eux fut tué et il ruina avec ces hommes les bâtiments. L’abbé Jacques de Catrix s’enfuit dans sa famille proche, les Buergueville, près de Châteauneuf-sur-Charente où il mourut bientôt. 
Le seigneur de Plassac s’empara des revenus de l’abbaye qu’il joignit aux siens et les fit administrer par un de ses hommes : Géraud de La Roche.

### Abbaye source de revenu du collège des jésuites de  Saintes
Le nouveau seigneur de Plassac, le duc d'Épernon, le 13 novembre 1615 redonna à l’Église les revenus de La Tenaille en les conférant au nouveau collège de Saintes administré par les pères jésuites. Le duc joignit à cette donation la somme de 13943 livres, 5 sols et 4 deniers au titre de compensation des rentes de La Tenaille usurpées par ces prédécesseurs. Cette donation fut confirmée par une bulle du pape Paul V le 8 novembre 1617. Le retour des revenus de l’abbaye dans le giron de l’Église ne se fit pas sans heurt, on retrouve dans les papiers du notaire royal Jean Boudault les traces d’une protestation de l’économe député par le roi pour l’administration de ces biens : Jérémie Huon. En effet, le 12 août 1616, les marais salants de l’abbaye sont encore dans les mains d’un des hommes de confiance du duc d’Épernon, René Claveau, seigneur de La Plaine au lieu de celles de l’administrateur des jésuites.
Les revenus de l’abbaye étaient la principale source qui permettait au collège de vivre. Ce sont eux qui décidèrent de planter des vignes et de les faire cultiver en direct au lieu de les mettre en fermage en 1723. Cela leur coûtait 500 livres mais rapportait au collège de Saintes 2100 livres, soit 1600 livres net.
Au cours du XVIIIe siècle, les jésuites furent expulsés de France. Le parlement de Bordeaux ordonna la saisie de tous leurs biens, meubles et effets. Ce fut opéré le 2 juin 1762, leurs propriétés furent mises sous séquestres. Un décret royal déclara que ces biens deviendraient propriété de l'Etat. Dès le 7 juin 1762, la propriété de l’abbaye de La Tenaille fut saisie. Le 28 juin 1762, le bourgeois Pierre Chachereau est désigné comme gardien et pour faire la perception et régie des revenus de l’abbaye ainsi que ceux du prieuré de Saint-Genis et de toutes leurs dépendances. Les ventes des effets présents à l’abbaye ajoutés à ceux du prieuré de Saint-Genis produisirent 2414 livres 3 sols et 3 deniers le 12 août 1762.Après le départ des jésuites l’abbaye resta l’une des principales sources permettant au Collège d’exister, en effet le 18 mars 1763 un édit royal donnait les revenus de l’abbaye au nouveau collège. En 1786 le supérieur du collège vendit une partie des arbres de La Tenaille.

### Vente comme bien national
Le 9 nivôse de l’an II, l’abbaye fut vendue comme bien national et passa avec ses dépendances dans des mains privées : Armand de La Barre. C’est ce dernier qui fit construire la maison de maître et ses dépendances. En 1832 à la suite d'une saisie, les restes de l’abbaye sont adjugés par le tribunal de Jonzac à Alexis Martin de Bonsonge de Marennes. À l’époque d’après le procès-verbal le domaine est composé d’une maison de maître, de servitudes, d’une maison pour un fermier et de cent hectares de terre.
Sa petite-fille épousa le comte Étienne Lunet de Lajonquière, ils vécurent au château de La Tenaille ; monsieur de La Joncquière devenant même maire de Saint-Sigismond-de-Clermont pendant plusieurs années.

## Présentation de l'édifice

### Abbatiale

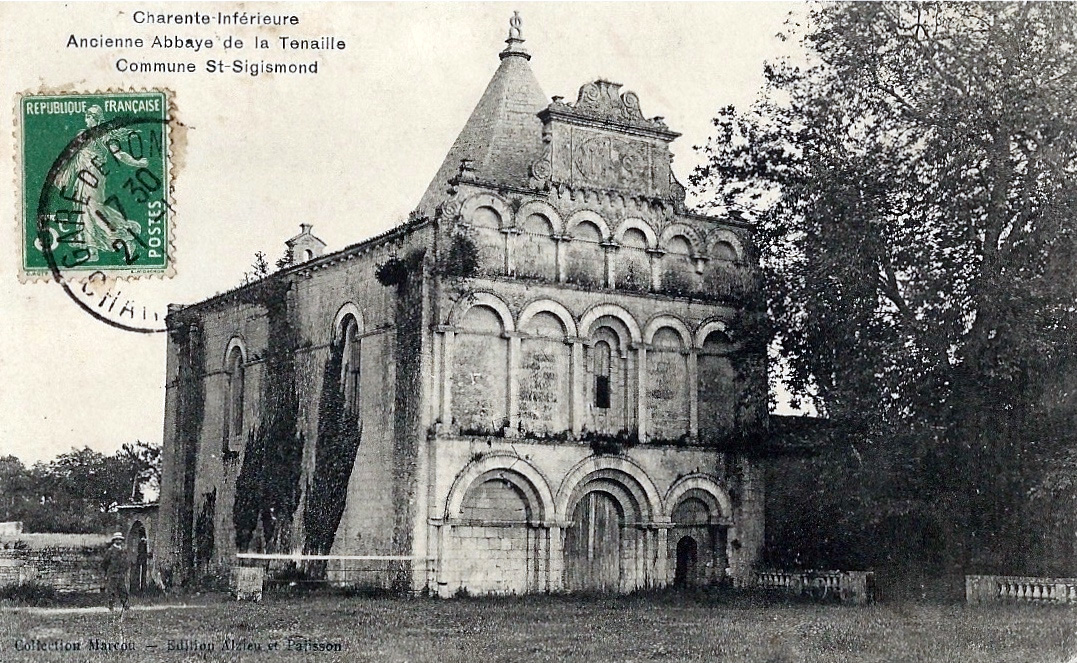
L'abbatiale vers 1900.

Aujourd’hui, de l’abbaye originelle il ne reste qu’une chapelle, des entrepôts datant du XVIIIe siècle et une vaste demeure, ensemble architectural du XIIe, XVIIIe  et XIXe siècle.
La chapelle de l’abbaye se compose d’une nef recouverte de coupole. À la suite des destructions des guerres de Religion, la partie est de l’église a disparu. L’édifice est bâti en belles pierres de taille. Le portail est de style romano-byzantin et surmonté d’un fronton baroque du XVIIIe siècle. La façade est décorée d’une superposition sur trois niveaux d’arcades. La chapelle est finalement classée au titre des monuments historiques en 1958.
La nef était autrefois surmontée de trois coupoles en enfilade, elles ont disparu. La première a été remplacée par une pyramide en pierre surmontée d’une tenaille.

### Château de la Tenaille

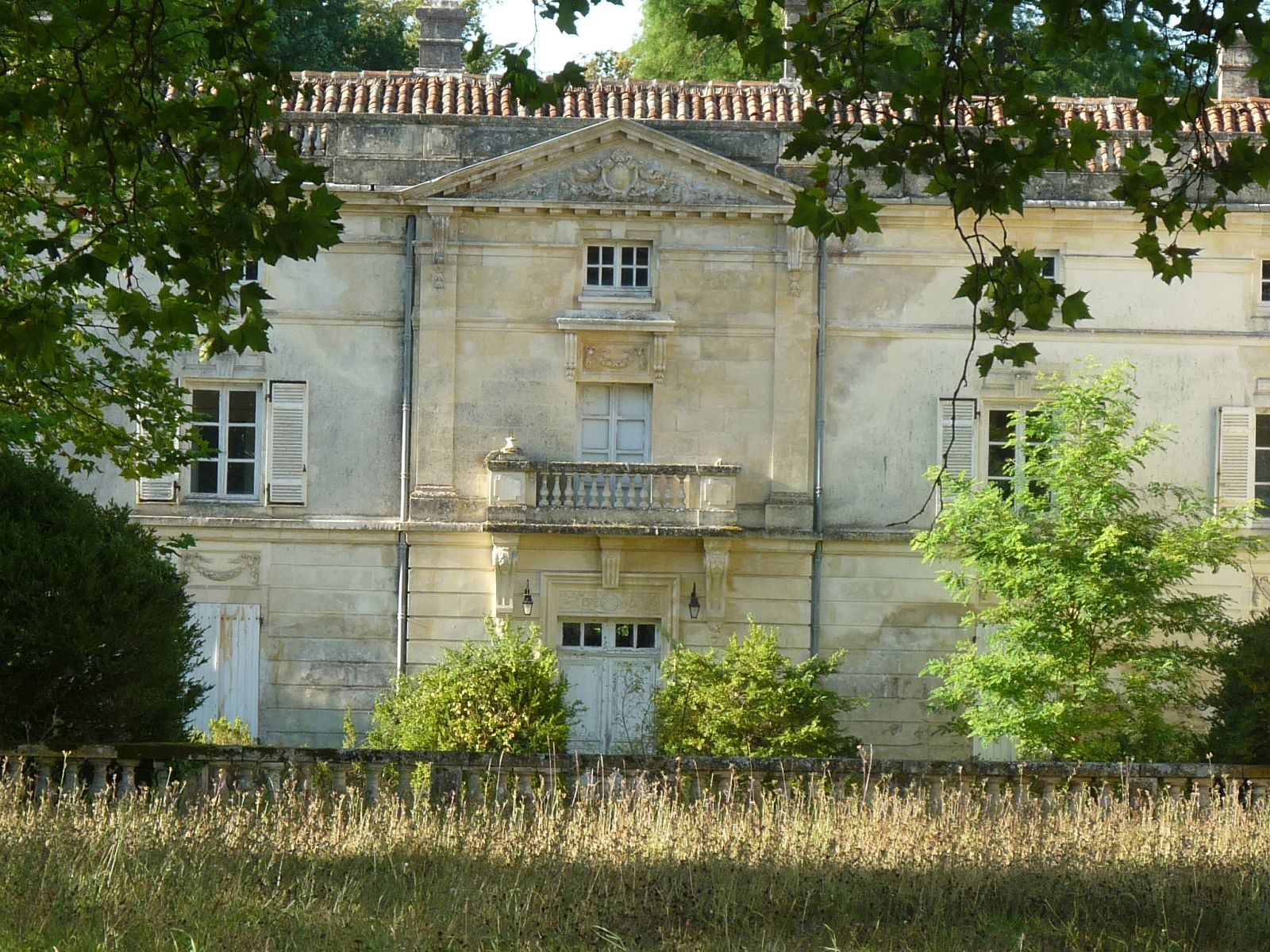
Le château de la Tenaille.

La demeure ou château de La Tenaille date du XVIIIe siècle en grande partie. Il est doté de frontons grecs de balustres et de guirlandes. La façade du château et sa toiture à l’italienne sont inscrits à l’inventaire supplémentaire des Monuments historiques depuis 1958.
Les entrepôts situés face à l’église présentent une façade en pierres de taille surmontée d’un fronton à la grecque du XVIIIe siècle ; sur ce fronton sont sculptés des instruments agricoles : fléau, faux, faucille, râteau, etc.

### Possessions de l'abbaye
Les possessions de l'abbaye s'étendaient sur des maisons secondaires comme un prieuré au village de Bourdaine (Saint-Paul-de-Bourdenne) dans la paroisse de Clion et aussi un ermitage à Recroze dans la paroisse de Mosnac situé le long du chemin de pélérinage vers Saint-Jacques-de-Compostelle.
On trouve trace en 1521 de possessions dans la châtellenie de Plassac, au lieu-dit la Chateineraye. Les abbés de La Tenaille doivent 300 livres de ferme au baron de Mirambeau, seigneur de Plassac, pour ces terres. 
En 1582, l’abbé paie au titre des décimes 75 livres plus 21 livres, 7 sols et un denier à titre exceptionnel. Mais à cette époque l’établissement est vide et ne rapporte rien. Ce qui engendra un procès avec Thomas Dreux, chargé de la collecte de cet impôt. Le pouillé de 1648 indique des revenus de 3000 livres pour l’abbaye.
Au XVIIe siècle les possessions de La Tenaille s’étendaient sur plusieurs maisons dans la ville de Pons sur des terres dans la paroisse de Saint-Sigismond-de-Clermont et de Nieul-le-Virouil (le fourneau) et divers fiefs dans la paroisse de Saint-Fort-sur-Gironde. L’abbaye avait aussi une partie des revenus des cures de Saint-Sigismond, Plassac, Clion, Nieul-le-Virouil, Chadenac et Guitinières. À ceci il faut ajouter des rentes dans des moulins situés à Chazillac et Crachapt et des parts dans des marais salants au Gua. L’abbaye était aussi propriétaire de terres au village de Brettes dans la paroisse de Saint-Germain-de-Marencennes. En 1701 les terres de l’abbaye furent affermées pour 700 livres.

## Liste des abbés
- Guillaume I Ier c’est lui qui reçut la libéralité en 1160 de Guillaume de Maingot
- Benoît
- Guillaume II, 1189, il est l’auteur d’un accord avec l’abbesse de Saintes Aldebruge concernant une saline dite d’arablet située près de Brouage. Il est témoin le 1er janvier 1197 d'un acte d’Othon duc d’Aquitaine dans lequel il renonce à tous les cens que lui doit l’aumônerie de Surgères 1.
- Ancelin, 1266
- Guillaume III, 1306
- Constantin, 1316
- Pierre II, 1346
- Jean-Pierre Renaud, 1354-1379
- E… un abbé du XIVe siècle dont le sceau en bronze a été retrouvé. Ranulfe Corali, 1400-1401
- Jean II Fauquet, 1417
- Hugues Ier  Bregières 1446-1451
- Hugues II Daniel, 1452-1476
- Louis Ier  Chauvinet, 1477-1493
- Philippe Chauvinet, 1504-1507
- Antoine de Vallée, 1504
- Pierre III de Blois, 1515
- Louis II de Blois, 1516
- Jean III du Gua, 1518-1523, le 15 octobre 1522, il reçoit un don de 60 sols de la part du comte de Potiers
- Jacques Ier de Pons, 1528-1532
- Jean IV de Catrix, il permuta ses fonctions de prieur de Sainte-Marie de Château-Achard en Poitou avec Jacques de Pons avec l’agrément du pape Clément VII en 1533.
- Jacques II de Catrix, le neveu du précédent, il devint abbé de La Tenaille à 10 ans quand son oncle en 1539 lui céda ses droits. Le pape confirma cette donation mais plaça le jeune abbé sous la tutelle de deux de ses voisins, l’abbé de Pleine Selve et l’abbé de Saint-Cybard proche d’Angoulême. De plus, il précisait qu’il ne pourrait recevoir les bénédictions, ne lui donnant entièrement la charge d’abbé pas avant l’âge de 27 ans. Il fut le dernier abbé de La Tenaille.